# Alba (kommun i Spanien, Aragonien)
Alba är en kommun i Spanien.   Den ligger i provinsen Provincia de Teruel och regionen Aragonien, i den centrala delen av landet, 200 km öster om huvudstaden Madrid. Antalet invånare är 231. Arean är 71 kvadratkilometer. Alba gränsar till Almohaja, Peracense, Singra och Torrelacárcel. 
Terrängen i Alba är platt åt nordost, men åt sydväst är den kuperad.